# سر تبة (شيروان)
سر تبة (بالفارسية: سرتپه) هي مستوطنة تقع في إيران في قسم شیروان الريفي. يقدر عدد سكانها بـ 158 نسمة .